# Bagerrasp
En Bagerrasp er et værktøj til til at fjerne rasp. Oversat fra engelsk "breadrasp" eller "baker's rasp".
Værktøjet kan bestå af en plade, ca 6 x 16 cm, med rasphugning på den ene side, forsynet med et greb, der ligger parallelt med pladen, bøjet i en vinkel omtrent som det kendes fra strygejern.
Den kan forveksles med træværktøjet rasp.
I England bruges den til at raspe en for hårdt brændt skorpe på brød. Forfatteren Salaman nævner i sit opslagsværk. , at raspen ofte forveksles med et træsmedeværktøj.
En forespørgsel om nævnte – bl.a. i "Den danske Bagerstand" - gav intet resultat, men bagerne kunne godt se berettigelsen i et sådant redskab, ikke mindst dengang man stadig brugte "kulfyrede" stenovne.
Fra bager og konditor A. Kraft, Odense er blevet oplyst, at hvis brødet "blev sort" – så brugte man en meget stiv stålbørste til at fjerne skorpen.
Andre bagere, der er blevet forelagt problemet, har ikke kendt til et lignende værktøj/redskab.